# Antoni van Bussel
Antoni van Bussel (Asten, 14 oktober 1749 - Eindhoven, 22 februari 1825) is een voormalig burgemeester van de Nederlandse stad Eindhoven. Van Bussel werd geboren als zoon van Petrus van Bussel en Anna Maria Berkers. 
Hij was van beroep horloge- en klokkenmaker, in 1790 en 1791 ook burgemeester van Eindhoven.
Hij trouwde te Eindhoven op 16 mei 1784 met Johanna Verhagen, dochter van burgemeester Johan Verhagen en Christina van der Heijden, gedoopt te Eindhoven op 15-09-1752, begraven in Eindhoven op 3 augustus 1809. 